# Duomo di Mestre
La chiesa arcipretale di San Lorenzo è il principale luogo di culto cattolico di Mestre, nella terraferma veneziana.
Si affaccia sull'estremità sud-ovest di piazza Ferretto, in posizione opposta rispetto alla torre dell'Orologio, quasi a sottolinearne la diversa funzione (l'uno simbolo religioso e l'altro civico della città).
La parrocchia appartiene al patriarcato di Venezia (fino al 1927 era dipendente dalla Diocesi di Treviso).
Al fianco destro dell'edificio, arretrata e nascosta da un edificio del primo Novecento, sorge la Scuola dei Battuti, la più antica schola di Mestre (fondata nel 1302), grazioso edificio gotico quattrocentesco.
La chiesa dava il nome anche al borgo limitrofo (detto, appunto, di San Lorenzo).

## Storia
Il primo edificio fu costruito probabilmente contestualmente alla formazione di Mestre, nell'Alto Medioevo e la stessa intitolazione a san Lorenzo, martire paleocristiano, sembra comprovarne le origini antiche. A tal proposito, lo studioso Giorgio Fedalto propone un'ipotesi suggestiva: essendo stato investito del feudo di Mestre da re Berengario I (905), il vescovo di Treviso avrebbe intitolato le chiese della zona agli stessi patroni delle chiese di Treviso per affermarvi la propria autorità. Un'altra teoria afferma che con San Lorenzo si volle ricordare la battaglia di Lechfeld del 10 agosto 955, durante la quale Ottone I sconfisse gli Ungari invasori.
Tuttavia, la prima citazione è in una bolla pontificia del 1152 con cui papa Eugenio III ne riconosceva la pertinenza spirituale e temporale alla diocesi di Treviso. Un documento del 1192 la ricorda come fulcro della vita pubblica mestrina, in quanto sotto il suo portico il vescovo esercitava i poteri civili e giurisdizionali. Tra la fine del XIII e la metà del XV secolo fu uno dei quattro arcipretati in cui era suddivisa la diocesi trevigiana.
Con la conquista di Mestre da parte della Repubblica di Venezia il 29 settembre 1337, giorno di San Michele, data della resa del castello si decise di spostare a tal data l'annua fiera della "Madonna d'Agosto" denominandola "Fiera di San Michele", nei secoli cerimonie religiose e civili continuarono però a festeggiare quale patrono san Lorenzo martire. All'arrivo dei Veneziani, la chiesa di San Lorenzo si presentava in un gravissimo stato di degrado, cosicché il consiglio dei cittadini di Mestre, al quale spettava l'amministrazione della chiesa, ne decise la ricostruzione, approvata dal Senato il 29 luglio 1388. La nuova costruzione, terminata nel 1446, ma forse già in gran parte completata nel 1398, fu consacrata, secondo Carlo Agnoletti, nel 1515 in occasione della fiera di San Michele.
Nel 1770 il duomo ancora si presentava cadente e angusto visto l'aumentare della popolazione, per cui il consiglio ne decise una nuova ricostruzione. La chiesa attuale risale quindi a questo periodo (1781-1805) ed è opera di Bernardino Maccaruzzi, già noto per gli interventi apportati alla chiesa di San Rocco e alle Gallerie dell'Accademia di Venezia.
Il duomo ha subito l'ultimo completo restauro nel 1996.

## Descrizione

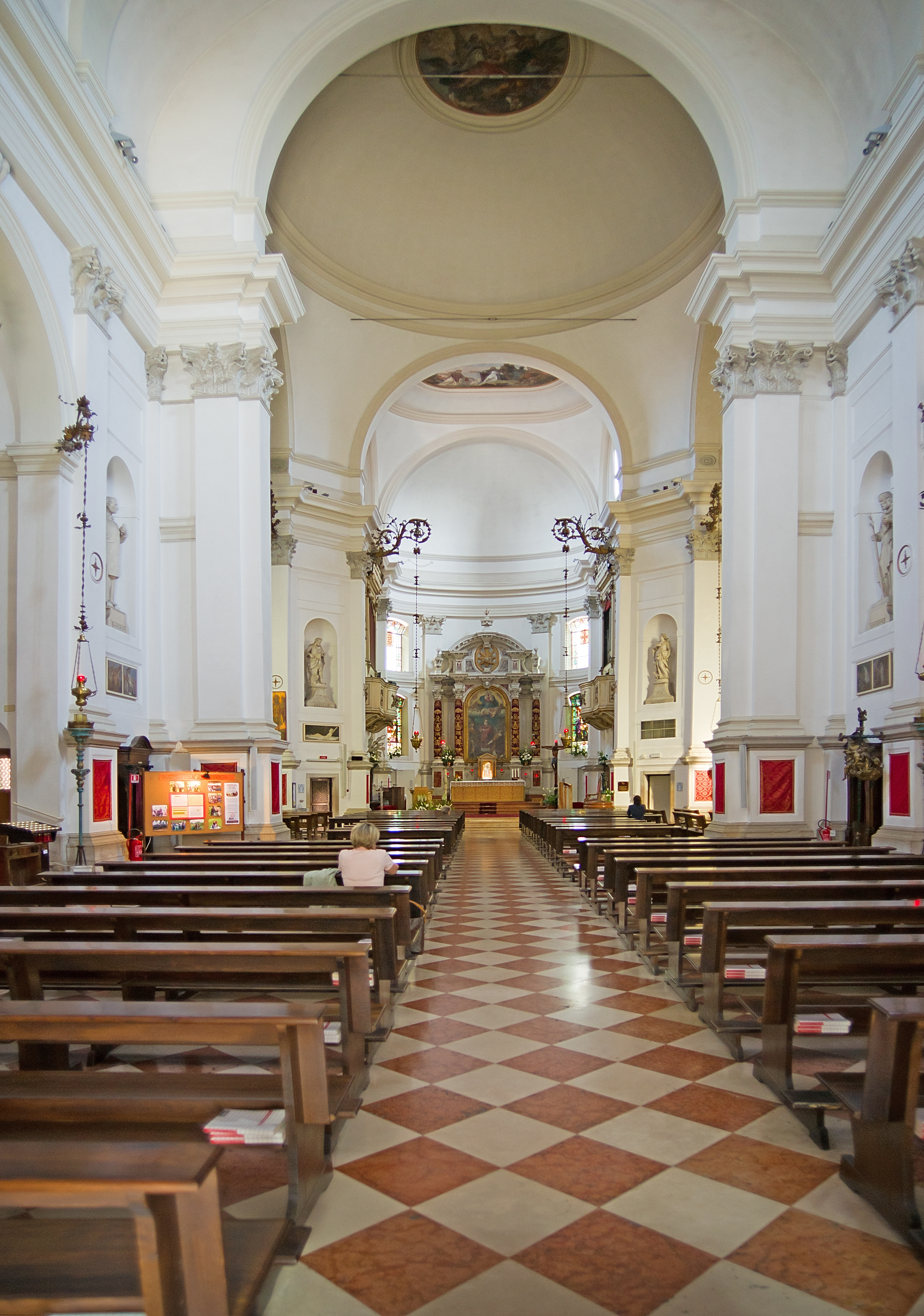
Interno

### Arte e architettura
La facciata, a due ordini, segue i canoni dell'architettura neoclassica. Le quattro statue nelle nicchie – i quattro evangelisti –sono opera tardo cinquecentesca di Agostino Rubini, un allievo del Vittoria, mentre quelle sulla sommità – nell'ordine San Trifone, Arcangelo Gabriele, San Lorenzo, Arcangelo Michele, Santo Stefano – sono del veneziano Giacomo Gabardi e risalgono al 1804/1805. Le formelle bronzee del portale sono opera di Gianni Aricò, autore anche di altre opere in Mestre, come una fontana nella vicina via Piave.
L'interno, basato sulla pianta a croce latina, è a navata unica, gli altari della navata e quello maggiore provengono dalla chiesa sconsacrata di Santa Maria delle Grazie. Sulla parete in controfacciata il sono esposti il Martirio di San Biagio (o San Bartolomeo) di un anonimo del XVII secolo, San Cristoforo forse opera giovanile di Palma il Giovane e nel lunotto superiore San Michel Arcangelo, opera moderna di Boscolo Natta.
Il primo ed il secondo altare ospitano le tele San Prosdocimo in gloria con i Santi Rustico, Vincenzo Ferreri e Francesco di Paola adorano il Sacro Cuore di Gesù di Vincenzo Guarana e La Sacra Famiglia di Gaspare Diziani.
L'altare alla destra del transetto presenta una statua dell'Assunta e due angeli, solo per la statua dell'Assunta è possibile un'ipotesi di attribuzione a Orazio Marinali.
L'altare maggiore è sovrastato da una pala, Madonna col Bambino tra gli angeli e i santi Michele, Lorenzo e Vincenzo, del Pozzoserrato risalente al 1593, una delle poche opere superstiti della vecchia chiesa. Rilevanti le due cantorie ai lati del presbiterio sotto cui sono collocati due tele a destra la Pietà (XVI secolo) di maniera tizianesca e a sinistra la Incredulità di San Tommaso (XVII secolo) affine a Pietro Della Vecchia. Gli affreschi sul soffitto del presbiterio, San Lorenzo diacono di Sisto II vuole seguire il Papa al martirio,  e della cupola, Gloria della Santissima Trinità (1797), sono di Giovan Battista Canal.
A sinistra della cappella maggiore si accede alla sagrestia dove è conservata la copia, probabilmente coeva, del polittico di Cima da Conegliano, Santa Caterina d'Alessandria con San Rocco e San Sebastiano, dipinto nel 1502 per la chiesetta di San Rocco, e due ovali del Diziani, il Sogno di Giacobbe ed il Sacrificio di Isacco (1750-60).
L'altare alla sinistra del transetto presenta due statue, Sant'Agostino e San Girolamo, attribuite a Giacomo Piazzetta (XVII secolo). Le statue dei Quattro Evangelisti agli angoli del transetto ritenute come di Gregorio Morlaiter (XVIII secolo) sono invece di Enrico Merengo (1693 circa) e provengono dal vecchio altare della Pietà, il Morlaiter le acquistò e le rivendette al Duomo.
Gli altari sulla sinistra della navata contengono rispettivamente la Santissima Trinità con i santi Paolo, Antonio di Padova, Veneranda e Michel che libera le anime del Purgatorio del 1800 di Pietro Rossi (†1819) e Santa Rita in estasi davanti al Crocefisso, opera moderna di Alessandro Pomi.

### Organo
Sulla cantoria di destra dell'abside, si trova l'organo a canne Gaetano Callido opus 378, commissionato il 2 novembre 1800 e terminato l'anno successivo. Lo strumento è stato restaurato nei primi anni ottanta del XX secolo e nell'autunno del 2005 è stato ripulito in ogni sua parte dalla ditta Zanin.
L'organo è a trasmissione meccanica e la sua consolle, a finestra, ha un'unica tastiera di 50 note con prima ottava scavezza e una pedaliera a leggio di 17 note (il 18° pedale azione il Tamburo) con prima ottava scavezza.
Di seguito, la disposizione fonica dell'organo in base alla posizione dei comandi dei registri nelle due colonne della registriera:
| Colonna di destra - Ripieno    |               |
| Principale                     | 8' Bassi      |
| Principale                     | 8' Soprani    |
| Ottava                         | 4'            |
| Quintadecima                   | 2'            |
| Decimanona                     | 1.1/3'        |
| Vigesima seconda               | 1'            |
| Vigesima sesta                 | 2/3'          |
| Vigesima nona                  | 1/2'          |
| Trigesima terza                | 1/3'          |
| Trigesima sesta                | 1/4'          |
| Contrabassi                    | 16' al Pedale |
| Ottave di Contrabassi          | 8' al Pedale  |
| Quinta perfetta di Contrabassi | al Pedale     |

| Colonna di sinistra - Concerto |                |
| Voce umana                     | 8' Soprani     |
| Flauto in VIII                 | 4' Bassi       |
| Flauto in VIII                 | 4' Soprani     |
| Flauto in XII                  | 2.2/3          |
| Cornetta                       | 1.3/5' Soprani |
| Tromboncini                    | 8' Bassi       |
| Tromboncini                    | 8' Soprani     |
| Tromboni                       | al Pedale      |
| Trombe reali                   | al Pedale      |

### Campanile e campane
Il campanile, del 1515, possiede un concerto di 3 campane in Sib2 crescente a distesa sincronizzata più campana antica e campanello a slancio:
- Sib2 crescente, fusa nel 1925 dalla fonderia Cavadini di Verona. Ha una massa di 2105 kg.

- Do3, fusa nel 1925 dalla fonderia Cavadini di Verona.

- Re3, fusa nel 1925 dalla fonderia Cavadini di Verona.

Campana antica detta "La Borromea": nota Lab3 crescente, fusa nel 1580. Fu donata alla città e benedetta da San Carlo Borromeo durante un periodo di permanenza a Mestre.
Campanello: Mib4 crescente, fuso nel 1899.
Queste campane fanno diverse suonate, che sono:
- Distesa del campanone ogni giorno alle ore 12:00
- Distesa della Borromea ogni giorno alle ore 7:30 e alle ore 19:30 per l'Ave Maria della mattina e della sera
- Distesa del campanello 5 minuti prima di ogni messa
- Plenum (le 3 del concerto)
- Distesa funebre (distese singole delle 3 campane del concerto ripetute per due volte in discendente e un'altra distesa della 2ª campana)